# Luci Furi Medul·lí (tribú set vegades)
Luci Furi Medul·lí (en llatí Lucius Furius L.F. Sp. N. Medullinus) va ser un magistrat romà. Era fill de Luci Furi Medul·lí Fus, cònsol el 464 aC. Formava part de la gens Fúria, i era de la família dels Medul·lí, d'origen patrici.
Va ser set vegades tribú amb potestat consular. Els anys del seu mandat van ser: el primer el 407 aC, després el 405 aC (any en què va començar el setge de Veïs), el tercer el 398 aC, el quart el 397 aC, el cinquè el 395 aC, el 394 aC el sisè i el setè l'any 391 aC.